# Federico di Schleswig-Holstein-Sonderburg-Augustenburg
Federico Emilio Augusto di Schleswig-Holstein-Sonderburg-Augustenburg (Kiel, 23 agosto 1800 – Beirut, 2 luglio 1865) di solito semplicemente noto soltanto con il suo primo nome, Federico, principe di Noer, fu un principe del casato di Schleswig-Holstein-Sonderburg-Augustenburg, una linea cadetta discendente delle casata reale danese.
Era il secondo e il più giovane dei figli maschi del duca Federico Cristiano II di Schleswig-Holstein-Sonderburg-Augustenburg e di sua moglie, la principessa Luisa Augusta di Danimarca: in quanto tale, era vicino alla successione al trono danese ed era cognato del re Cristiano VII e nipote del re Federico VI. Suo fratello maggiore, Cristiano Augusto II, successe al padre nel 1814 come duca di Schleswig-Holstein-Sonderburg-Augustenburg.
Morì nel 1865 a Beirut.

## Matrimonio e figli
Sposò il 17 settembre 1829, ad Augustenburg, sua cugina di secondo grado, la contessa Henriette af Danneskiold-Samsøe (9 maggio 1806 - 10 settembre 1858), una nobildonna danese che era una bis-bis-bisnipote del re Cristiano V di Danimarca, appartenente ad un ramo illegittimo del casato di Oldenburg. Suo fratello aveva sposato la sorella maggiore di sua moglie nove anni prima.
La coppia ebbe quattro figli:
1. il principe Federico Cristiano Carlo Augusto, conte di Noer (16 novembre 1830 - 25 dicembre 1881), che sposò nel 1870 Carmelita Eisenblat (21 agosto 1848 - 11 agosto 1912);
2. il principe Cristiano di Schleswig-Holstein-Sonderburg-Augustenburg (13 dicembre 1832 - 3 febbraio 1834);
3. la principessa Luisa Carolina Enrichetta Augusta di Schleswig-Holstein-Sonderburg-Augustenburg (29 luglio 1836 - 25 settembre 1866), che sposò nel 1865 il principe Michael Vlangali-Handjeri (c. 1833 - 11 agosto 1911)
4. la principessa Maria di Schleswig-Holstein-Sonderburg-Augustenburg (8 agosto 1838 - 3 febbraio 1839).

Dopo la morte della prima moglie, sposò morganaticamente il 3 novembre 1864, a Parigi, Mary Esther Lee (3 ottobre 1837 - 4 luglio 1914), la terza figlia di David Lee, un commerciante di New York. Dopo questo matrimonio rinunciò ai suoi diritti di successione al casato di Augustenburg e fu creato in seguito principe di Noer, o Nør, dall'imperatore Francesco Giuseppe d'Austria.
Il matrimonio fu senza figli. Otto anni dopo la sua morte la seconda moglie si risposò con il conte Alfred von Waldersee, un generale che fu poi creato feldmaresciallo.

## Ascendenza
|                                                                               |                         |                                                            | Genitori                                                               |  |  | Nonni |  |  | Bisnonni                                                                |  |  | Trisnonni                                                                 |  |
|                                                                               |                         |                                                            |                                                                        |  |  |       |  |  | Cristiano Augusto I, Duca di Schleswig-Holstein-Sonderburg-Augustenburg |  |  | Principe Federico Guglielmo di Schleswig-Holstein-Sonderburg-Augustenburg |  |
|                                                                               |                         |                                                            |                                                                        |  |  |       |  |  | Cristiano Augusto I, Duca di Schleswig-Holstein-Sonderburg-Augustenburg |  |  | Principe Federico Guglielmo di Schleswig-Holstein-Sonderburg-Augustenburg |  |
|                                                                               |                         | Contessa Sofie Amalie von Ahlefeld                         |                                                                        |  |  |       |  |  | Cristiano Augusto I, Duca di Schleswig-Holstein-Sonderburg-Augustenburg |  |  |                                                                           |  |
| Federico Cristiano I, Duca di Schleswig-Holstein-Sonderburg-Augustenburg      |                         |                                                            |                                                                        |  |  |       |  |  | Cristiano Augusto I, Duca di Schleswig-Holstein-Sonderburg-Augustenburg |  |  |                                                                           |  |
|                                                                               |                         | Grevinde Frederikke Louise af Danneskiöld-Samsöe           | Christian Gyldenlove, Conte af Danneskiold-Samsøe                      |  |  |       |  |  |                                                                         |  |  |                                                                           |  |
|                                                                               |                         | Grevinde Frederikke Louise af Danneskiöld-Samsöe           | Christian Gyldenlove, Conte af Danneskiold-Samsøe                      |  |  |       |  |  |                                                                         |  |  |                                                                           |  |
|                                                                               |                         | Grevinde Frederikke Louise af Danneskiöld-Samsöe           | Contessa Charlotte Amalie af Danneskiold-Laurvig,                      |  |  |       |  |  |                                                                         |  |  |                                                                           |  |
| Federico Cristiano II, Duca di Schleswig-Holstein-Sonderburg-Augustenburg     |                         | Grevinde Frederikke Louise af Danneskiöld-Samsöe           |                                                                        |  |  |       |  |  |                                                                         |  |  |                                                                           |  |
|                                                                               |                         | Federico Carlo, Duca di Schleswig-Holstein-Sonderburg-Plön | Principe Cristiano Carlo di Schleswig-Holstein-Sonderburg-Plön-Norburg |  |  |       |  |  |                                                                         |  |  |                                                                           |  |
|                                                                               |                         | Federico Carlo, Duca di Schleswig-Holstein-Sonderburg-Plön | Principe Cristiano Carlo di Schleswig-Holstein-Sonderburg-Plön-Norburg |  |  |       |  |  |                                                                         |  |  |                                                                           |  |
|                                                                               |                         | Federico Carlo, Duca di Schleswig-Holstein-Sonderburg-Plön | Dorotea Cristina di Aichelberg                                         |  |  |       |  |  |                                                                         |  |  |                                                                           |  |
| Principessa Carlotta Amalia Guglielmina di Schleswig-Holstein-Sonderburg-Plön |                         | Federico Carlo, Duca di Schleswig-Holstein-Sonderburg-Plön |                                                                        |  |  |       |  |  |                                                                         |  |  |                                                                           |  |
|                                                                               |                         | Contessa Christine Armgard von Reventlow                   | Christian Detlev, Conte af Reventlow                                   |  |  |       |  |  |                                                                         |  |  |                                                                           |  |
|                                                                               |                         | Contessa Christine Armgard von Reventlow                   | Christian Detlev, Conte af Reventlow                                   |  |  |       |  |  |                                                                         |  |  |                                                                           |  |
|                                                                               |                         | Contessa Christine Armgard von Reventlow                   | Benedicte Margrethe Brockdorff                                         |  |  |       |  |  |                                                                         |  |  |                                                                           |  |
| Federico di Schleswig-Holstein-Sonderburg-Augustenburg Principe di Noer       |                         | Contessa Christine Armgard von Reventlow                   |                                                                        |  |  |       |  |  |                                                                         |  |  |                                                                           |  |
|                                                                               | Federico V di Danimarca | Cristiano VI di Danimarca                                  |                                                                        |  |  |       |  |  |                                                                         |  |  |                                                                           |  |
|                                                                               | Federico V di Danimarca | Cristiano VI di Danimarca                                  |                                                                        |  |  |       |  |  |                                                                         |  |  |                                                                           |  |
|                                                                               | Federico V di Danimarca | Margravia Sofia Maddalena di Brandeburgo-Kulmbach          |                                                                        |  |  |       |  |  |                                                                         |  |  |                                                                           |  |
| Cristiano VII di Danimarca                                                    | Federico V di Danimarca |                                                            |                                                                        |  |  |       |  |  |                                                                         |  |  |                                                                           |  |
|                                                                               |                         | Principessa Luisa di Gran Bretagna                         | Giorgio II di Gran Bretagna                                            |  |  |       |  |  |                                                                         |  |  |                                                                           |  |
|                                                                               |                         | Principessa Luisa di Gran Bretagna                         | Giorgio II di Gran Bretagna                                            |  |  |       |  |  |                                                                         |  |  |                                                                           |  |
|                                                                               |                         | Principessa Luisa di Gran Bretagna                         | Margravia Carolina di Brandeburgo-Ansbach                              |  |  |       |  |  |                                                                         |  |  |                                                                           |  |
| Principessa Luisa Augusta di Danimarca                                        |                         | Principessa Luisa di Gran Bretagna                         |                                                                        |  |  |       |  |  |                                                                         |  |  |                                                                           |  |
|                                                                               |                         | Federico, Principe del Galles                              | Giorgio II di Gran Bretagna                                            |  |  |       |  |  |                                                                         |  |  |                                                                           |  |
|                                                                               |                         | Federico, Principe del Galles                              | Giorgio II di Gran Bretagna                                            |  |  |       |  |  |                                                                         |  |  |                                                                           |  |
|                                                                               |                         | Federico, Principe del Galles                              | Margravia Carolina di Brandeburgo-Ansbach                              |  |  |       |  |  |                                                                         |  |  |                                                                           |  |
| Principessa Carolina Matilde di Gran Bretagna                                 |                         | Federico, Principe del Galles                              |                                                                        |  |  |       |  |  |                                                                         |  |  |                                                                           |  |
|                                                                               |                         | Principessa Augusta di Sassonia-Gotha                      | Federico II, Duca di Sassonia-Gotha-Altenburg                          |  |  |       |  |  |                                                                         |  |  |                                                                           |  |
|                                                                               |                         | Principessa Augusta di Sassonia-Gotha                      | Federico II, Duca di Sassonia-Gotha-Altenburg                          |  |  |       |  |  |                                                                         |  |  |                                                                           |  |
|                                                                               |                         | Principessa Augusta di Sassonia-Gotha                      | Principessa Maddalena Augusta di Anhalt-Zerbst                         |  |  |       |  |  |                                                                         |  |  |                                                                           |  |
|                                                                               |                         | Principessa Augusta di Sassonia-Gotha                      |                                                                        |  |  |       |  |  |                                                                         |  |  |                                                                           |  |